# 아미앵 조약

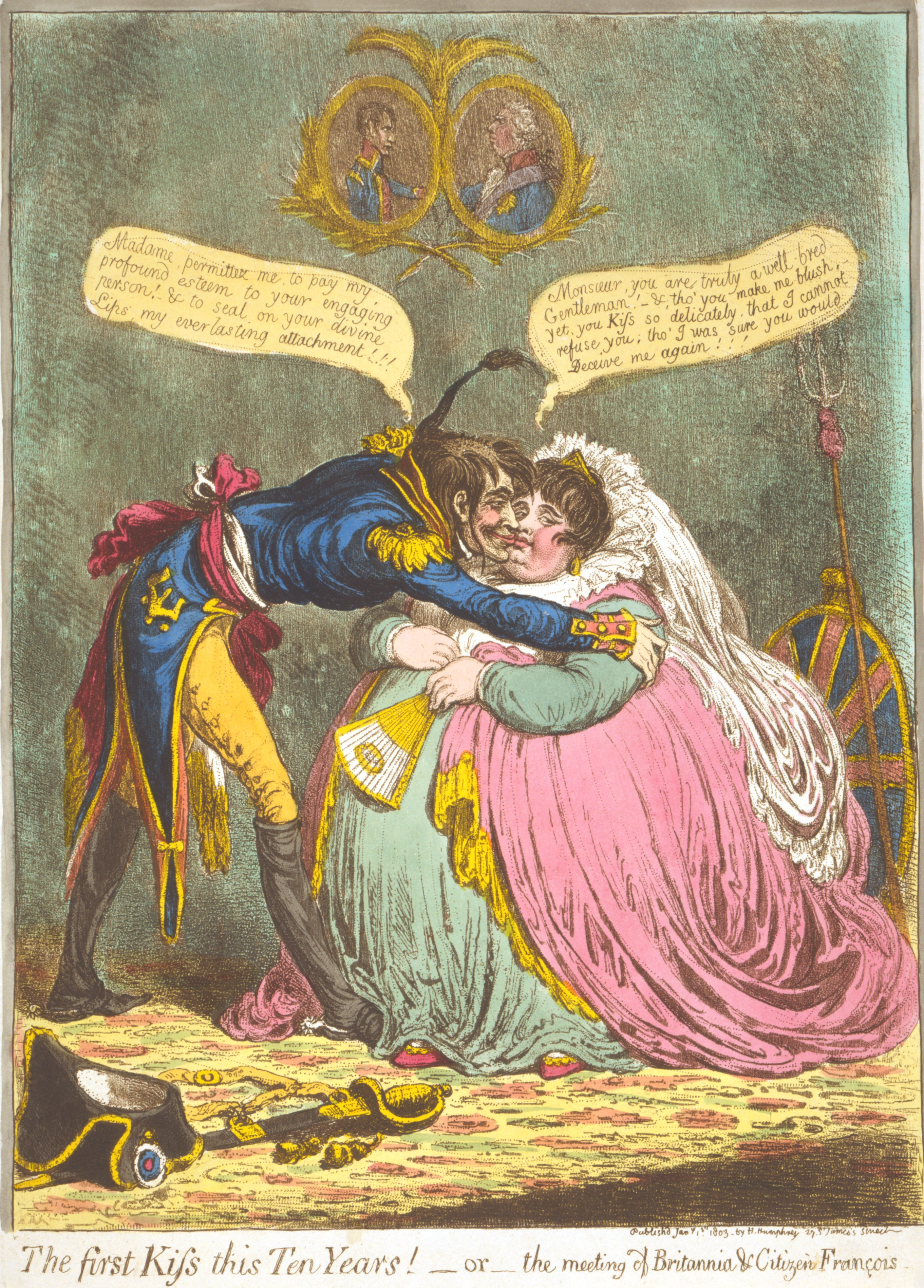
제임스 길레이, 10년만의 첫키스 또는 대영제국과 프랑스 시민의 만남 (1803)

아미앵 조약(영어: Treaty of Amiens)은 일시적으로 프랑스와 영국간의 긴장을 해소한 조약이다. 프랑스 혁명 전쟁 동안 체결된 것으로서 1802년 3월 25일 프랑스 북부 도시 아미앵에서 체결되었다. 그러나 평화는 1년밖에 지속되지 못했다.

## 개요
영국은 1793년 ‘제1차 대프랑스 동맹’을 결성하여 프랑스에 선전포고 이후 프랑스 사이에 전쟁 상태에 있었다. 하지만 오스트리아가 1801년 《뤼네빌 조약》을 체결하고 제2차 대프랑스 동맹에서 탈락하자, 영국만이 전쟁을 계속하게 되었다. 같은 해 영국 내 대프랑스 강경파인 윌리엄 피트가 국내의 종교 문제 등으로 퇴진하고, 대프랑스 주화파인 헨리 아딩톤이 의회를 장악했다. 프랑스에서도 제1통령의 지위에 있던 나폴레옹은 대외 전쟁보다 국내의 안정을 중시하였기 때문에 강화를 원한 것이었다. 그리하여 1802년 3월 25일 프랑스 북부의 도시 아미앵에서 강화 조약이 체결되었다.
《아미앵 조약》은 《뤼네빌 조약》과 함께 ‘제2차 대프랑스 동맹’의 붕괴를 초래했다. 나폴레옹이 이집트에서 패배하면서 동맹은 잘 유지되는 듯 보였다. 그러나 프랑스가 마렝고 전투, 호엔린덴 전투에서 승승장구하자 오스트리아, 러시아, 교황청은 평화 협정을 촉구하게 된다.

## 내용
아미앵 조약은 평화, 우호, 상호간 이해를 규정하는 것을 목표로 삼는다. :
- 적군과 포로 교환을 재개한다.
- 영국은 남아공 인근의 식민지를 바타비아 공화국에 반환한다.
- 영국은 네덜란드로부터 빼앗은 서인도 제도 대부분을 바타비아 공화국에 돌려준다.
- 영국군은 이집트에서 철수한다.
- 영국의 트리니다드 토바고, 스리랑카 통치권은 유지한다.
- 프랑스는 교황청에 주둔하고 있는 병력을 철수한다.
- 프랑스령 기니아의 국경을 확정한다.
- 몰타 섬에서 철수한다. 대영 제국의 일환으로 두나, 중립국으로서 지위를 확정한다.
- 메노르카섬을 스페인에 반환한다.